# Yukio Shimomura
Yukio Shimomura (Hiroshima, Prefectura d'Hiroshima, 25 de gener de 1932) és un exfutbolista i exentrenador japonès. Com a jugador va disputar un partit amb la selecció japonesa, de la qual posteriorment va ser seleccionador.